# Le Repas dominical
Pour plus de détails, voir Fiche technique et Distribution.
Le Repas dominical est un court métrage d'animation français réalisé par Céline Devaux, sorti en 2015.
Il a remporté le César du meilleur court métrage d'animation en 2016, et a été sélectionné en compétition au Festival de Cannes.

## Synopsis
Un dimanche midi, Jean se rend au traditionnel repas dominical chez ses parents. Il se lasse d'avance des habitudes de chacun et de ce moment où la table entière le harcèlera de commentaires sur différents points tels son homosexualité, sa situation, avec son "ami", l'argent, le loyer... Puis, il décrit chaque personne se situant autour de la table: sa mère, regrettant ses années de jeunesse et parlant de ses folies lorsqu'elle avait l'âge de Jean; ses deux horribles tantes, décrites comme vierges, agressives et acerbes; son père, proche de l'alcoolisme et ayant des difficultés à s'exprimer; sa grand-mère qui ne bouge presque jamais, dont personne ne sait ce à quoi elle pense, mais est choquée par les "sodomites" (sic). Le repas touche à sa fin, Jean est à la limite de "la gueule de bois" (sic) et rentre.
Malgré les apparences, Jean n'intervient pas directement dans le film, à aucun moment. La seule voix entendue est celle d'un narrateur omniscient, rapportant pensées et paroles de Jean et de la tablée.

## Fiche technique
- Réalisation : Céline Devaux
- Producteur : Ron Dyens
- Montage : Céline Devaux, Chloé Mercier
- Musique : Flavien Berger
- Durée : 13 minutes
- Date de sortie : 22 mai 2015

## Distribution
- Vincent Macaigne: Narrateur (voix)
- George Blagden

## Réalisation
- Le court métrage a entièrement été réalisé avec des feutres colorés effaçables sur des feuilles transparentes. Il s'agit donc d'un stop-motion (film obtenu grâce à la succession rapides de photographies)

- La réalisatrice désirait absolument travailler avec Vincent Macaigne car sa voix l'avait séduite. Le critique Stéphane Kahn écrit à ce propos dans Bref : « Si Macaigne est le narrateur de ce repas familial, c'est pour donner corps, par sa voix voilée au bord de la fêlure, à l’intériorité du personnage principal, aux sentiments contradictoires qu’il porte envers les membres de sa famille[3]. »

## Distinctions
- 2016 : César du meilleur court métrage d'animation